# Helmut Schareika
 (juin 2019).
Helmut Schareika, né le 13 septembre 1946 à Herford et mort le 15 novembre 2018 à Mayence ou près de Mayence, est un helléniste allemand.
Érudit, éditeur et traducteur,, au cours des dernières décennies de sa vie, il a créé sa propre entreprise qui offrait un service aux éditeurs. Il vécut à Gau-Algesheim, près de Mayence, avec son épouse Angela Schareika.

## Biographie
Helmut Schareika a étudié le grec classique à l'université de la Ruhr à Bochum avec Hellmut Flashar et le grec moderne avec Isidora Rosenthal-Kamarinea (de). Il s'est également consacré aux études byzantines et allemandes.
Son étude sur le réalisme des comédies d'Aristophane s'inspire de Mikhaïl Bakhtine à une époque où peu, sinon presque aucun érudit classique se tournaient vers ce théoricien soviétique. Le livre, intitulé Der Realismus der Aristophanischen Komödie: exemplarische Analysen zur Funktion des Komischen in den Werken des Aristophanes (Le réalisme de la comédie Aristophane. Analyses exemplaires de la fonction du « comique » dans les œuvres d'Aristophane. Frankfurt am Main, Berne, Las Vegas : Lang, 1978), est accepté comme thèse de doctorat en 1975.
Plus tard, l'étude de Schareika a été discutée par Anthony Edwards dans le livre Theater and Society in the Classical World (Théâtre et société dans le monde classique (1993) ainsi que dans son livre Bakhtin and the Classics (2002).

## Publications

### Ouvrages
- PONS Grammatik kurz & bündig Latein. Stuttgart : Pons 2016.
- Athen – eine Biografie: Menschen und Schicksale, Mythos und Geschichte einer Stadt. Mayence: Nünnerich-Asmus, 2014 ; 200 p. -  (ISBN 978-3-943904-62-8).
- PONS auf einen Blick – Verben. Teil: Latein. Stuttgart : Pons, 2014.
- PONS Grammatik kurz & bündig Latein. Stuttgart : Pons, 2012.
- Tivoli und die Villa Hadriana – Das stolze Tibur: Latinerstadt und Sommersitz Roms : Kulturführer zur Geschichte und Archäologie (Tivoli et la Villa Hadriana - le fier Tibur: ville latine et résidence d'été de Rome: guide culturel sur l'histoire et l'archéologie). Mayence : von Zabern, 2010 ; 133p. -  (ISBN 978-3-8053-4158-5 et 978-3-8053-4159-2) (E-book).
- Alles zum antiken Rom. Sach- und Nachschlagebuch zur römischen Geschichte und Kultur (Tout sur la Rome antique. Ouvrage sur l'histoire et la culture romaines). Bamberg : Buchner, 2008; 256 p.
- Stručná gramatika latiny : moderní, přehledná, srozumitelná (traduction de: PONS Grammatik kurz & bündig Latein), přel. a red. upravila Lucie Pultrová. Praha : Klett, 2007. –  (ISBN 978-80-86906-83-6).
- Der Realismus der Aristophanischen Komödie: exemplarische Analysen zur Funktion des Komischen in den Werken des Aristophanes (Le réalisme de la comédie Aristophane. Analyses exemplaires de la fonction du « comique » dans les œuvres d'Aristophane). Frankfurt am Main, Berne, Las Vegas : Lang, 1978.

### Ouvrages dirigés
- Apuleius, Des reisenden Lucius erotische Abenteuer, tierische Leiden und schkießliche Erlösung; oder Der goldene Esel (Apulée, Les aventures érotiques, la souffrance animale et le salut éventuel du voyageur Lucius, ou L'Âne d'or. - Nouvelle traduction de L'Âne d'or de Apulée), trad. par Meinhard-Wilhelm Schulz, édité et doté d’une postface par Helmut Schareika. Norderstedt : BoD, 2016; 279 p.
- Klaus Weddingen, Sermo: lateinische Grammatik, réédité (avec ajouts, graphiques, tableaux et pièces jointes) et publié par Helmut Schareika. Hamburg : Buske, 2014; 389 p.
- E. Joannides (= Eduard Johnson), Sprechen Sie Attisch? : moderne Konversation in altgriechischer Umgangssprache = Ar attikizeis? Réédité et publié avec une introduction par Helmut Schareika. Hamburg : Buske, 2012.
- John Camp et Elizabeth Fisher, Götter, Helden, Philosophen: Geschichte und Kultur der alten Griechen (rédaction / correction des épreuves: Helmut Schareika, éditeur de conseil). Stuttgart : Theiss Verlag, 2003. – Une édition sous licence a été publiée par la « société de publication scientifique » (Wissenschaftliche Buchgesellschaft) à Darmstadt.)
- Carl von Linné, Die grossen Reisen, éd. par David Black, réédité par Helmut Schareika. Dortmund : Schaffstein, 1979; 108 p. –  (ISBN 978-3-588-00026-6).

### Essais (Sélection)
- «  Rigas Velestinlís, der griechische Aufstand 1821 ff. und die aktuelle Krise Griechenlands » (Rigas Velestinlís, la révolte grecque de 1821 et dans les années suivantes, et la crise actuelle en Grèce), dans: in: kultuRRevolution 66/67 (juin 2014), Themenheft: krisenlabor griechenland[5].
- Plusieurs contributions, également rédactionnelles, dans le magazine Der altsprachliche Unterricht (AU = Apprentissage des langues classiques). Voir par exemple ses essais « Grammatik–Semantik–Textverstehen » (en français : Grammaire - Sémantique -Compréhension textuelle), dans AU, no. 6, 1988,  (ISBN 3-617-21023-6) ; « Grammatik–Semantik–Textverstehen II », dans AU, no. 3, 1990,  (ISBN 3-617-21032-5) ; « Altgriechisch–Neugriechisch » (en français :  Grec ancien Grec moderne), dans AU, no. 5, 1992,  (ISBN 3-617-21047-3) ; ou « Neue Medien » (Nouveaux médias), dans AU, no 3 + 4/2002,  (ISSN 0002-6670)[6].
- Plusieurs traductions, critiques de livres etc., dans la revue hellenika ; par exemple : Helmut Schareika, « Matsinopoulos, Vassilis: Griechische Klagelieder » (Revue du livre Lamentations grecques), dans:  Hellenika. Jahrbuch für griechische Kultur und deutsch-griechische Beziehungen, Neue Folge 9, 2014, p. 160-162.

### Traductions de poèmes grecs modernes (sélection)
- Konstantin Kavafis, « Ithaka »
- Mitsos Lyjisos, « Requiem »
- Takis Varvitsiotos, « Saht ihr sie nicht am anderen Ufer » (Vous ne l'avez pas vue sur l'autre rive?)
- Giorgos Seferis, « Auf dem Stechginster … (Politeia, 616) » (Sur les ajoncs)
- Giorgos Seferis, « Mykene »
- Giorgis Seferis, « Noch ein wenig » (Encore un peu)
- Nikiforos Vrettakos, « Die Züge » (Les trains)
- Nikiforos Vrettakos, « Die Verteilung » (La distribution)

### Autres traductions (Sélection)
- Thorsten Opper, Hadrian : Machtmensch und Mäzen (Hadrian: Homme puissant et mécène), trad. de l’anglais par Helmut Schareika. Darmstadt : Wissenschaftliche Buchgesellschaft, 2015; 256 p. –   (ISBN 978-3-534-22999-4).
- Toby Wilkinson, Who is who im Alten Ägypten : Herrscher, Höflinge, Handwerker (Qui est qui dans l'Égypte ancienne: dirigeants, courtisans, artisans), trad. de l’anglais par Helmut Schareika. Darmstadt : Wissenschaftliche Buchgesellschaft, 2015; 336 p. –  (ISBN 978-3-534-21646-8).
- Christophe Rico, en collaboration avec Emmanuel Vicart, Polis. Altgriechisch lernen wie eine lebende Sprache (Apprendre le grec ancien comme une langue vivante), trad. du français et avec une introduction par Helmut Schareika. Hamburg : Buske 2011; 301 p. –  (ISBN 978-3-87548-571-4).
- Matteo Vercelloni et Virgilio Vercelloni, avec la collaboration de Paola Gallo, Geschichte der Gartenkultur : von der Antike bis heute (L'invenzione del giardino occidentale); trad. de l'italien par Helmut Schareika. Mayence : von Zabern, 2010; 275 p. –  (ISBN 978-3-8053-4252-0)[7].
- Colin Renfrew ; Paul G. Bahn. Basiswissen Archäologie : Theorien, Methoden, Praxis (Archaeology essentials). Trad. de l'anglais par Helmut Schareika. Mayence : von Zabern, 2009; 304 p. –  (ISBN 978-3-8053-3948-3).
- Monique Goullet et Michel Parisse. Lehrbuch des mittelalterlichen Lateins für Anfänger (Apprendre le latin médiéval), trad. du français et rédigé par Helmut Schareika. Hamburg : Buske, 2009; 230 p. –  (ISBN 978-3-87548-514-1).
- Philip Matyszak et Joanne Berry, Who is Who im alten Rom : Kaiser, Bürger, Gladiatoren (Qui est qui dans la Rome antique: empereurs, citoyens, gladiateurs), trad. de l'anglais par Helmut Schareika. Mayence : von Zabern, 2009; 304 p. –  (ISBN 978-3-8053-4078-6).
- Ian Jenkins, Die Parthenon-Skulpturen im Britischen Museum (Les sculptures du Parthénon au British Museum), trad. de l'anglais par Helmut Schareika. Mayence : von Zabern, 2008; 144 p. –  (ISBN 978-3-8053-3905-6).
- Ian Jenkins, Die Parthenon-Skulpturen im Britischen Museum, trad. de l'anglais par Helmut Schareika. Darmstadt : Wissenschaftliche Buchgesellschaft, 2008; 144 p. –  (ISBN 978-3-534-21739-7) (nur für Mitglieder).
- Fernand Comte, Mythen der Welt (Larousse des mythologies du monde), trad. du français par Helmut Schareika, éd. par Claudia Renner-Blanchard. Stuttgart : Theiss, 2008; 321 p. –  (ISBN 978-3-8062-2168-8).
- John Haywood, Atlas der alten Kulturen : Vorderer Orient und Mittelmeer (Ancient civilizations of the Near East and Mediterranean), trad. de l'anglais par Helmut Schareika. Braunschweig : Archiv Verlag, 2006; 304 p.[8]
- John Haywood, Atlas der alten Kulturen : Vorderer Orient und Mittelmeer (Ancient civilizations of the Near East and Mediterranean), trad. de l'anglais par Helmut Schareika. Stuttgart : Theiss, 2005; 304 p. –  (ISBN 978-3-8062-1963-0).
- Ada Gabucci, Rom und sein Imperium (Roma e il suo impero), trad. de l'italien par Helmut Schareika. Stuttgart : Theiss, 2005; 288 p. –  (ISBN 978-3-8062-1932-6).
- Ada Gabucci, Rom und sein Imperium (Roma e il suo impero), trad. de l'italien par Helmut Schareika. Darmstadt : Wissenschaftliche Buchgesellschaft, 2005; 288 p. – (Nur für Mitglieder).
- Luca Cerchiai, Die Griechen in Süditalien : auf Spurensuche zwischen Neapel und Syrakus (Città greche della Magna Grecia e della Sicilia), trad. de l'italien par Helmut Schareika, éditeur de conseil. Stuttgart : Theiss, 2004; 285 p. –  (ISBN 978-3-8062-1845-9).
- Luca Cerchiai, Die Griechen in Süditalien : auf Spurensuche zwischen Neapel und Syrakus (Città greche della Magna Grecia e della Sicilia), trad. de l'italien par Helmut Schareika. Darmstadt : Wissenschaftliche Buchgesellschaft, 2004; 285 p. –  (Nur für Mitglieder).
- Giovannangelo Camporeale, Die Etrusker : Geschichte und Kultur (Gli etrusci), trad. de l'italien par Helmut Schareika. Düsseldorf ; Zürich : Artemis und Winkler, 2003; 617 + 122 p. –  (ISBN 978-3-7608-2300-3)[9].
- Roberto Cassanelli, Eduard Carbonell et al., Das Zeitalter der Renaissance : Kunst, Kultur und Geschichte im Mittelmeerraum (L'époque de la Renaissance: art, culture et histoire dans la région méditerranéenne). Stuttgart : Theiss Verlag, 2003 (Traduction des chapitres italiens par Helmut Schareika) – Une édition sous licence a été publiée par la « société de publication scientifique » (Wissenschaftliche Buchgesellschaft) à Darmstadt).
- Edda Bresciani, An den Ufern des Nils : Alltagsleben zur Zeit der Pharaonen (Sur les rives du Nil: la vie quotidienne à l'époque des pharaons), trad. de l'italien par Helmut Schareika. Darmstadt : Wissenschaftliche Buchgesellschaft, 2002; 252 p. - (Nur für Mitglieder).
- Edda Bresciani, An den Ufern des Nils : Alltagsleben zur Zeit der Pharaonen, trad. de l'italien par Helmut Schareika. Stuttgart : Theiss, 2002; 254 p. –  (ISBN 978-3-8062-1655-4).
- Georges Hacquard, J. Dautry et O. Maisani, Das antike Rom : Führer durch Geschichte und Kultur (Guide romain antique), édition et traduction du français par Helmut Schareika. Bamberg : Buchner, 2002; 264 p. –  (ISBN 978-3-7661-5690-7).
- Franco Falchetti et Antonella Romualdi, Die Etrusker (Etruschi), trad. de l'italien par Helmut Schareika. Stuttgart : Theiss, 2001; 208 p. –  (ISBN 978-3-8062-1630-1)[10],[11].
- Von Mohammed zu Karl dem Großen: Aufbruch ins Mittelalter (De Mahomet à Charlemagne: départ vers le Moyen Âge), éd. par Roberto Cassanelli et Eduard Carbonell. Stuttgart : Theiss Verlag, 2001 (Traduction des chapitres italiens par Helmut Schareika) – Une édition sous licence a été publiée par la « société de publication scientifique » (Wissenschaftliche Buchgesellschaft) à Darmstadt.)
- Domenico Casamassima, Das griechische Denken : von den Anfängen bis zur Spätantike (Pensée grecque: des débuts à la fin de l'Antiquité). Mit Zeichnungen von Eugenio Fiorentini (bande dessinée, dessinée par Eugenio Fiorentini). Trad. de l'italien par Helmut Schareika. Stuttgart: Klett-Schulbuchverlag, 1994. –   (ISBN 3-12-667300-7).
- Nikos Athanassiadis, Das Mädchen und der Delphin : Roman (La fille et le dauphin: Roman). Trad. du grec moderne par Isidora Rosenthal-Kamarinea et Helmut Schareika. Munich, Desch, 1967; 295 p.

### Conférences (Sélection)
- «  Sizilische Porträts – Prominente Griechen auf Sizilien: Von Odysseus bis Archimedes (Vortrag am ILF in Mainz) » / Portraits siciliens - Célébrités grecques en Sicile: d'Ulysse à Archimède (conférence à l'ILF de Mayence)[12].
- « Zur Diskussion um die Elgin Marbles und den Aufbewahrungsort der Parthenon-Skulpturen » / La Discussion sur les "marbres d'Elgin" et le dépôt des sculptures du Parthénon.
- « Das heutige Griechenland und Fragen der Rezeption der klassischen Antike » / La Grèce d'aujourd'hui et les questions de la réception de l'antiquité « classique ».
- « Nikos Dimou: Das Unglück, ein Grieche zu sein » /  Nikos Dimou: Le malheur d'être grec.
- « Giorgos Seferis – Bemerkungen zu seinem Leben und Werk (Vortrag in Offenbach am Main, 2011) » /  Giorgos Seferis - commentaires sur sa vie et son œuvre (Conférence à Offenbach am Main, 2011).
- « Zwei neugriechische Volkslieder aus älterer Zeit (Im Versmaß übertragen von HS) » / « ... sur l'aire de marbre » : à propos de deux chansons folkloriques grecques modernes du passé traduit par HS. Conférence. Également dans : Der altsprachliche Unterricht, t.XXXV, no 5, 1992, p. 17-21.  (ISSN 0002-6670).